# Frans Beelaerts van Blokland (1872-1956)
Frans Beelaerts van Blokland, heer van Blokland (Den Haag, 21 januari 1872 – aldaar, 27 maart 1956) was een diplomaat en politicus.

## Familie
Beelaerts, lid van de familie Beelaerts, was een zoon van jhr. mr. Gerard Jacob Theodoor Beelaerts van Blokland, heer van Blokland (1843-1897) en van Johanna Maria Kneppelhout van Sterkenburg (1851-1923); hij was een broer van jhr. Johannes Beelaerts van Blokland en van jhr. mr. Willem Adriaan Beelaerts van Blokland. Hij trouwde in 1905 met jkvr. Maria Adriana Snoeck (1873-1948) met wie hij twee zonen kreeg. Maria Adriana was een hofdame van koningin Wilhelmina.

## Loopbaan
Beelaerts van Blokland was aanvankelijk gezant in China en later ambtenaar.

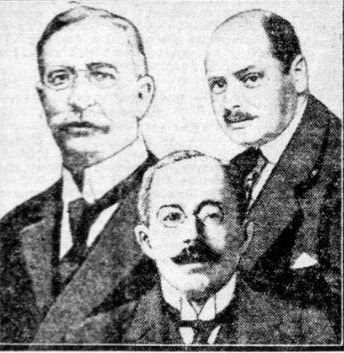
Links E. Moresco, rechts Beelaerts van Blokland, midden H. A. van Karnebeek, Nederlandse delegatie naar de ontwapeningsconferentie van 1921

In 1921 maakte hij deel uit van de Nederlandse delegatie naar de Washington Naval Conference, een ontwapeningsconferentie.
Tijdens de kabinetsformatie van 1923 werd hij als buitenstaander onverwacht formateur, overigens zonder succes. Hij was minister van Buitenlandse Zaken in het kabinet-De Geer I en het kabinet-Ruijs de Beerenbrouck III. Daarna werd hij vicepresident van de Raad van State, een functie die hij gedurende 23 jaar vervulde.
Beelaerts van Blokland vergezelde in de meidagen van 1940 koningin Wilhelmina naar Londen en was daar haar belangrijkste adviseur. Hij had een matigende invloed en durfde haar als een van de weinigen op haar constitutionele positie te wijzen.
Overigens had hij tamelijk feodale opvattingen over de omgang met medewerkers en wenste door ambtenaren van de Raad van State aangesproken te worden als 'president'. Hij kon geen afscheid nemen van het vicepresidentschap, ook niet nadat vanuit het kabinet was aangedrongen op zijn vertrek. Hij overleed zodoende op 84-jarige leeftijd 'in het harnas'.
Hij was Ridder grootkruis in de Orde van de Nederlandse Leeuw en Grootofficier in de Orde van Oranje-Nassau.
- Biografisch Portaal: 44082946
- CiNii: DA15434241
- Digitale Bibliotheek voor de Nederlandse Letteren: beel011
- Gemeinsame Normdatei: 133539776
- International Standard Name Identifier: 0000 0000 8445 8924
- Nederlandse Thesaurus van Auteursnamen: 069924538
- Parlement.com: vg09llisbfwf
- Trove: 1298811
- Virtual International Authority File: 43030450